# هاینز مسیحی پاندر
هاینز مسیحی پاندر (انگلیسی: Heinz Christian Pander; 24 july [سبک قدیمی: 13] 1794 – 22 september [سبک قدیمی: 10] 1865 (aged 71)) دانشمند در زمینه دیرینه‌شناسی اهل امپراتوری روسیه بود.